# Дворец культуры имени Ленсовета
Дворе́ц культу́ры и́мени Ленсове́та — дворец культуры, расположенный в Санкт-Петербурге по адресу Каменноостровский проспект, дом 42. Здание является памятником архитектуры эпохи конструктивизма.

## История
Ранее на этом участке в 1910 году архитекторами А. Е. Белогрудом и С. Г. Гингером при участии А. Ф. Сысоева был построен «Спортинг-палас» братьев-мукомолов Башкировых — Александра и Николая (часть, обращенная к улице, не сохранилась, остальное при перестройке было включено в существующее здание). В нём размещались крупнейший в городе синематограф, ресторан и концертный зал, но главным сооружением был зал для катания на роликовых коньках — «скэтинг-ринг».
Существующее здание построено в 1931—1938 годах по проекту Е. А. Левинсона и В. О. Мунца. В железобетонную коробку бывшего Спортинг-паласа был встроен театральный зал на 2200 мест с партером-амфитеатром и двумя балконами, опоясанный кольцевым фойе. Для улучшения акустики потолку зала придана форма рупора. По сторонам от театрального зала вдоль проспекта должны были разместиться клубная и спортивная зоны. Спортивная зона с бассейном проектировалась на месте дома № 40, но это крыло так и не было осуществлено. Над входом во Дворец культуры расположена полоса барельефа, символизирующего театральное искусство, музыку и труд. Справа от гигантского остеклённого портала располагались помещения библиотеки, выделяющиеся навесными стеклянными плоскостями на высоту трёх этажей, захватывающими угол здания. За этим объёмом в 200-метровый горизонтальный корпус с северной стороны врезается башня, которая должна была стать вертикальным стержнем композиции и доминантой проспекта аналогично Кировскому райсовету Н. А. Троцкого. По первоначальному проекту она должна была возвышаться на 46 м, фактическая её высота — 30 м. Левинсон пытался добиться достройки башни, но безрезультатно. У подножия башни на углу проспекта и прилегающей площади расположилась группа разновеликих объёмов, тон в которой задаёт малый зал (кинозал) секторной формы. Лепные украшения портала сцены кинотеатра были выполнены скульптором А. Е. Громовым.
Первоначальное название — Дом культуры промкооперации (разговорное название — «Промка»). Современное название в честь Ленсовета (тогда — Ленинградского Совета депутатов трудящихся) и статус дворца культуры присвоены в 1960 году.
В этом здании в апреле 1935 года по инициативе С. Я. Маршака состоялся первый праздник детской книги, ставший традиционным. В здании располагались многочисленные кружки, клубы, студии, лектории, библиотека, театральный зал, кинотеатр, зимний сад. Дворец не закрывался даже во время блокады.

## Современность
В настоящее время часть здания занимают различные магазины и офисы, а часть по-прежнему занята кружками и клубами. В здании время от времени проходят концерты, театральные представления, лекции. В части здания, выходящей на площадь Шевченко (Малый проспект Петроградской стороны, 89), до 2014 года был расположен кинотеатр «Джем-Холл».
Здание принадлежит Федерации профсоюзов Санкт-Петербурга и Ленинградской области и находилось в управлении учреждения культуры «Дворец культуры имени Ленсовета». В конце февраля 2007 года было создано ООО «Дворец культуры имени Ленсовета», 51 % долей которого находится в собственности Федерации профсоюзов, а 49 % получило ЗАО «Петровский строитель», входящее в группу компаний «КОНРАД». Новые владельцы намеревались достроить пятидесятиметровую башню, задуманную Левинсоном, но не воплощённую в жизнь, однако этот проект вызвал критику со стороны общественности и не был одобрен КГИОПом.

## Награды
- Почётная грамота Президиума Верховного Совета РСФСР (1985 год)[4].